# 連続 (数学)
数学において、連続（れんぞく、英: continuous）および連続性（れんぞくせい、英: continuity）とは、点の集合が切れていないことを表す概念である。それの厳密な定義は極限によって定式化される。数学における連続の概念は、位相空間の間の写像に対して拡張され、開集合などといった位相的な概念を一定の方法で保つという条件によって連続性の概念が定められる。これは異なる位相空間の間の関係を表す最も基本的な枠組みである。

## 一変数実関数の連続性
以下に1変数実関数の場合を主として、関数の連続性および様々な派生概念を述べる。

### 各点連続

イプシロン-デルタ論法による関数の連続性のGIFアニメーション

連続性は、各点の周りで考えられる概念である。1変数実関数 f(x) がある点 x0 で連続であるとは、x が x0 に限りなく近づくならば、f(x) が f(x0) に限りなく近づくことを言う：
{\displaystyle \lim _{x\to x_{0}}f(x)=f(x_{0})}
これはε-δ論法を用いれば次のように定式化できる：
任意の正の数 ε に対して、ある正の数 δ が存在し、x0 との距離が δ 未満であるどんな x に対しても、f(x) は f(x0) の差が ε より小さくなる：
{\displaystyle {}^{\forall }\varepsilon >0,{}^{\exists }\delta >0\;{\text{s.t.}}\;{}^{\forall }x\;[\ |x-x_{0}|<\delta \Rightarrow |f(x)-f(x_{0})|<\varepsilon ]}
また、関数 f(x) がある区間 I で連続であるとは、I に属するそれぞれの点で連続であることを言う：
{\displaystyle {}^{\forall }x_{0}\in I,{}^{\forall }\varepsilon >0,{}^{\exists }\delta >0\;{\text{s.t.}}\;{}^{\forall }x\in I\ [\ |x-x_{0}|<\delta \Rightarrow |f(x)-f(x_{0})|<\varepsilon ]}
関数 f(x) が多変数であったり、またはベクトル値関数である場合にも、基本的には上の絶対値の記号をノルム（長さ）に変更すれば同じようにして連続性を定義することができる。関数空間のような無限個の変数で表される対象や、さらに抽象的な位相空間上で定義された写像についての連続性は近傍系やフィルター、有向点族（ネット）などの概念を通じて定義される。

#### 一般の位相空間に対して
一般に、f を位相空間 X から位相空間 Y への写像とするとき、f が x ∈ X で連続であるとは、f(x) ∈ Y の任意の近傍 V に対して、x のある近傍 Ux を取れば、それの像が f(Ux) ⊆ V とできることをいう。
これは、Y の点 f(x) を含む任意の近傍の f による逆像がまた x の近傍であるとき、f は x において連続であるというと言い換えることができる。また、f が X 全体で連続であるということは、単に Y の任意の開集合の逆像がまた X の開集合であるのと同じである。
実数や複素数（あるいはその列）の全体に対して、絶対値（あるいはノルム）を距離関数として距離空間の位相を導入すれば、「連続関数」は「連続写像」の例であることが理解される。

### 一様連続
各点連続よりも強い概念に一様連続性の概念がある。1変数実関数 f(x) についてこれは次のように定義される。
任意の正の数 ε に対して、正の数 δ が存在し、距離が δ 未満であるどんな数 x, y  に対しても、f(x) と f(y) との差が ε より小さくなっているならば、f は一様連続であるという。つまり、区間 I ⊂ R で定義された f : I → R が I 上一様連続とは、
{\displaystyle {}^{\forall }\varepsilon >0,{}^{\exists }\delta >0\;{\text{s.t.}}\;{}^{\forall }x,y\in I\;[\ |x-y|<\delta \Rightarrow |f(x)-f(y)|<\varepsilon ]}
ということである。定義より、ある関数が区間 I 上一様連続ならばそれは I 上連続でもある。一般的にこの逆は成り立たないが、区間 I が有界閉区間ならば逆も成り立つ（ハイネ・カントールの定理）。
この概念は距離空間の間の、あるいは一様空間の間の写像の一様連続性として抽象化される。有界閉区間上の関数に対する連続性と一様連続性の一致は、コンパクト空間が自然に一様空間の構造をもつということで説明される。

### ヘルダー連続
一様連続性の特別な場合として、ヘルダー連続性の概念がある。一変数実関数 f の値 f(x) と f(y) の差が x と y の差のべき乗に比例するある量で抑えられるとき f はヘルダー連続であるという。

### リプシッツ連続
ヘルダー連続性のさらに特別な場合として、リプシッツ連続性の概念がある。一変数実関数 f(x) について、f(x) と f(y) の差が x と y の差に比例するある量で抑えられるとき f はリプシッツ連続 (Lipschitz continuous) であるという。つまり、f が I 上リプシッツ連続であるとは、f が次の条件を満たすことである:
{\displaystyle {}^{\exists }L>0\;{\text{s.t.}}\;{}^{\forall }x,y\in I\;[|f(x)-f(y)|\leq L|x-y|]}
この条件は、リプシッツ条件 (Lipschitz condition) と呼ばれる。f がリプシッツ条件を満たすための L の値を f の リプシッツ定数 (Lipschitz constant) という。そのような最小の L をリプシッツ定数ということもある。
この概念は距離空間の間の写像に対して抽象化される。

## 不連続関数
- ガウス記号 [x] によって実数から実数への関数 f(x) = [x] を定義しよう。この関数は、各整数の点で不連続である。この場合、関数のグラフにはギャップができる。ギャップのある不連続点を第一種不連続点という。これは正確には、a+, a− の両側に極限が存在するが、両者の極限が等しくならないようなものである。これは不連続点の中では最も連続に近いものである。
- sin1/x は x = 0 での値をどのように定めてもこの点で不連続になる。これは第一種不連続点ではない。
- x が有理数なら 1、無理数なら 0 の値をとる関数 d(x) をディリクレの関数と呼ぶ。これは R 上の全ての点で不連続である。単純だが極端な不連続関数の例として積分論などの議論で重宝される。
- 関数 f を、x が無理数の場合は f(x) = 0 と定義し、有理数の場合は x = p/q（p は整数、q は正の整数でこれらは互いに素）と表し、この q を使って f(x) = 1/q と定義すると、f は無理数では連続、有理数では不連続となる。